# 特定複合観光施設区域の整備の推進に関する法律
特定複合観光施設区域の整備の推進に関する法律（とくていふくごうかんこうしせつくいきのせいびのすいしんにかんするほうりつ、平成28年12月26日法律第115号）は、カジノを含む統合型リゾート（英称：Integrated Resort、略称：IR）の整備推進に関する法律である。

## 概要
第192回国会で、衆議院本会議で2016年（平成28年）12月6日に修正され、参議院本会議で同年12月14日に修正され、衆議院本会議で同年12月15日に同意されて、成立した。第192回国会の延長国会での焦点となり、与党の自由民主党は、この法律の成立に万全を期すためとして、2007年（平成19年）の第168回国会以来9年ぶりに、会期を再び延長した。
審議の過程では、観光振興や経済効果につながるという主張がなされる一方で、ギャンブル依存症の増加をはじめ、刑法の賭博罪との法的関係、資金洗浄（マネーロンダリング）への悪用、暴力団などの反社会的勢力の資金源となることが指摘された。
政府は、この法律に基づいて、2017年（平成29年）9月28日に召集された第194回国会に、いわゆる実施法案を提出する見込みであったが、同国会の冒頭で衆議院が解散されたため、提出されなかった。
政府は、2018年（平成30年）4月27日、第196回国会に特定複合観光施設区域整備法案を提出した。6月19日の衆議院本会議にて賛成多数で可決、7月20日の参議院本会議で可決、成立した。

## 法律の内容
- 政府は、以下の規定に基づき、特定複合観光施設区域の整備の推進を行うものとし、このために必要な措置を講ずるものとする。この場合において、必要となる法制上の措置については、この法律の施行後1年以内を目途として講じなければならない（5条）。
  - 特定複合観光施設区域の整備の推進に関する基本方針として、国際競争力の高い魅力ある観光地の形成等（6条）、観光産業等の国際競争力の強化及び地域経済の振興（7条）、地方公共団体の構想の尊重（8条）、カジノ施設関係者に対する規制（9条）、カジノ施設の設置及び運営に関する規制（10条）を定める。

- 特定複合観光施設区域の整備の推進を総合的かつ集中的に行うため、内閣に、特定複合観光施設区域整備推進本部を置き（14条）、本部長に内閣総理大臣を（17条）、副本部長に国務大臣を（18条）、本部員にこれら以外の全ての国務大臣を充て（19条）、組織する（16条）。
- 本部は、特定複合観光施設区域の整備の推進に関する総合調整・法律案及び政令案の立案・関係機関及び関係団体との連絡調整を所掌事務とし（15条）、その遂行のため必要があると認めるときは、関係行政機関、地方公共団体、独立行政法人及び地方独立行政法人の長、特殊法人の代表者に資料の提出、意見の開陳、説明その他必要な協力を求めることができ、特に必要があるときはこれら以外の者にも必要な協力を依頼することができる（20条）。
- 本部に、特定複合観光施設区域整備推進会議を置き、学識経験者から内閣総理大臣が任命する委員20人以内で組織し、重要事項について調査審議し本部長に意見を述べるものとする（21条1項から3項まで）。

## 経過

### 国会での審議
第183回国会で、日本維新の会が衆議院に議員立法として「特定複合観光施設区域の整備の推進に関する法律案」を提出したが、一度も審議されずに第185回国会まで閉会中審査となった。第186回国会で、衆議院内閣委員会で2014年（平成26年）2月19日に撤回が許可された。
第185回国会で、自由民主党・日本維新の会・生活の党などが衆議院に議員立法として「特定複合観光施設区域の整備の推進に関する法律案」を提出し、閉会中審査となった。第186回国会で、衆議院内閣委員会で2014年（平成26年）6月18日に趣旨説明を聴取し質疑を行ったが、第187回国会で衆議院が解散されたため廃案となった。
第189回国会で、自由民主党・維新の党・次世代の党が衆議院に議員立法として「特定複合観光施設区域の整備の推進に関する法律案」を提出したが、一度も審議されずに第191回国会まで閉会中審査となった。
第192回国会では、以下のように審議が行われた。
衆議院内閣委員会で、2016年（平成28年）11月30日に趣旨説明を聴取し質疑を行い、同年12月2日に質疑を行い、他の法律の改正に伴う技術的な修正を内容とする修正案が提出され、日本共産党が反対の討論を行った後、与党の自由民主党と日本維新の会の賛成多数で修正すべきものと議決された。与党の公明党は自主投票とし、1人が賛成・2人が反対と賛否が分かれ、野党のうち民進党は採決に抗議して棄権し日本共産党は反対した。また、附帯決議がなされた。
衆議院本会議で、同年12月6日に内閣委員長の報告があって、与党の自由民主党と日本維新の会などの賛成多数で可決された。与党の公明党は自主投票とし、22人が賛成、11人が反対と賛否が分かれ、野党のうち日本共産党は反対し、民進党・社会民主党・自由党は退席した。
参議院本会議で、同年12月7日に提出者から趣旨説明を聴取し、自由民主党、民進党・新緑風会、日本共産党、日本維新の会の各会派から質疑が行われた。
参議院内閣委員会で、同年12月8日に趣旨説明を聴取し質疑を行い、同年12月12日に参考人から意見を聴取して質疑を行い、同年12月13日に質疑を行い、政府が講ずべき措置にギャンブル依存症等の防止を明示するとともに、5年以内を目途として見直しを行うことを内容とする修正案が提出され、民進党・日本共産党・自由党がそれぞれ反対の討論を行った後、与党の自由民主党と日本維新の会の賛成多数で修正すべきものと議決された。与党の公明党は自主投票とし、1人が賛成・1人が反対と賛否が分かれ、野党の民進党・日本共産党・自由党は反対した。参議院内閣委員長は民進党の議員が占めており、採決には応じないとみられていたが、修正案を提出することで採決に応じた。また、附帯決議がなされた。
参議院本会議で、2016年（平成28年）12月14日に、内閣委員長の報告があって、民進党・新緑風会が反対、自由民主党が賛成、日本共産党が反対、日本維新の会が賛成の討論をそれぞれ行った後、記名投票で採決の結果、与党の自由民主党と日本維新の会・日本のこころなどの賛成多数で修正された。与党の公明党は自主投票とし、18人が賛成・山口那津男代表ら7人が反対と賛否が分かれ、野党の民進党・日本共産党・自由党・社会民主党は反対した。
衆議院本会議で、2016年（平成28年）12月15日に、参議院の回付案について、民進党・無所属クラブ、日本共産党が反対の討論をそれぞれ行った後、与党の自由民主党と日本維新の会の賛成多数で同意され、成立した。与党の公明党は自主投票とし、野党の民進党・日本共産党・自由党・社会民主党は反対した。

### 成立から施行まで
2016年（平成28年）12月26日に公布され、第3章の規定を除き、「公布の日から施行する」（附則1条本文）こととなり、同日から施行した。
また、第3章の規定は、「公布の日から起算して三月を超えない範囲内において政令で定める日から施行する」こととなり、2017年（平成29年）3月26日までに施行することとなった。
2017年（平成29年）3月23日に特定複合観光施設区域の整備の推進に関する法律の一部の施行期日を定める政令（平成29年3月23日政令第41号）が公布され、同年3月24日から施行した。

## 構成
- 第1章　総則（第1条―第5条）
- 第2章　特定複合観光施設区域の整備の推進に関し基本となる事項
  - 第1節　特定複合観光施設区域の整備の推進に関する基本方針（第6条―第10条）
  - 第2節　カジノ管理委員会の基本的な性格及び任務（第11条）
  - 第3節　納付金等（第12条・第13条）
- 第3章　特定複合観光施設区域整備推進本部（第14条―第23条）
- 附則